# 적갈색따오기속
적갈색따오기속(학명: Theristicus)은 사다새목 저어새과 따오기아과에 속한 새의 속이다.

## 종류
- 적갈색따오기속 Plegadis
  - 적갈색따오기,  Plegadis falcinellus
  - 흰뺨따오기,  Plegadis chihi
  - 푸나따오기,  Plegadis ridgwayi